# Bazga
Bazga (ostali narodni nazivi: zova, baz, baza, bazgovina, zovika, aptovina, bujad, abda, aptika, zovina, ponekad i crna zova/bazga od latinskoga naziva česte vrste; lat. Sambucus) je biljni rod listopadnih grmova ili niskog drveća. 

## Opis biljke
Prije je bazga svrstavana u porodicu kozokrvnica (Caprifoliaceae), a danas se nakon genetskih istraživanja svrstava u porodicu Viburnaceae (poznata i po sinonimu Adoxaceae). Raširena je u umjerenom i suptropskom području sjeverne hemisfere (Europa, Sjeverna Amerika, dijelovi Azije), ali postoji i na južnoj hemisferi. Biljka ima sitne bijele cvjetove grupirane u velike štitaste cvatove. Plodovi su bobičasti. Cvjetovi i plodovi se upotrebljavaju u prehrani i medicini.

## Vrste
Postoje 22 vrsta (plus jedna notovrsta) unutar porodice bazgi. Najznačajnije su crna bazga (Sambucus nigra) i crvena bazga (Sambucus racemosa).
Razvijen je i veći broj kultiviranih odlika crne bazge; primjerice, u dijelovima Austrije, te Njemačke i Danske, bazga se uzgaja kao voćka (sorte "Haschberg", "Haideg 17", "Sampo", "Samdal", "Mamut", "Korsor").

### Popis vrsta
1. Sambucus adnata Wall.
2. Sambucus africana Standl.
3. Sambucus australasica (Lindl.) Fritsch
4. Sambucus australis Cham. & Schltdl.
5. Sambucus canadensis L.
6. Sambucus cerulea Raf.
7. Sambucus ebulus L.
8. Sambucus gaudichaudiana DC.
9. Sambucus javanica Reinw. ex Blume
10. Sambucus kamtschatica E.Wolf
11. Sambucus lanceolata R.Br.
12. Sambucus mexicana C.Presl ex DC.
13. Sambucus nigra L.
14. Sambucus palmensis Link
15. Sambucus pendula Nakai
16. Sambucus peruviana Kunth
17. Sambucus racemosa L.
18. Sambucus sibirica Nakai
19. Sambucus sieboldiana (Miq.) Graebn.
20. Sambucus tigranii Troitsky
21. Sambucus wightiana Wall. ex Wight & Arn.
22. Sambucus williamsii Hance
23. Sambucus ×strumpfii Gutte

## Ljekovito djelovanje
Od cvjetova se kuha čaj, sirup i sok koji se koriste kao sredstvo za znojenje i izlučivanje mokraće. Od plodova se priprema pekmez, kompot ili voćni sok. Bobice je također moguće peći. Crvena bazga raste divlja, ima crvene bobice od kojih je također moguće raditi pekmez i sirup.
Početak svega je cvijet, od kojega se može pripremati niz delikatesa u narodnoj ili medicinskoj kuhinji. Pohani bazgini cvjetovi su vrhunska delikatesa, lakih za organizam, pikantnih i vrlo ukusnih. Priprema soka je s raznim receptima u količini cvjetova i količini vode i šećera. Često se piše o spremanju octa od bazge, od cvijeta; uvijek se spominje i jabučni ocat koji se dodaje, a količina cvjetova je uvijek mala. Spremanje pravog octa od cvjetova bazge je najbolje uz dodatak šećera, a još bolje od biljke stevie, kao prirodnog zaslađivača koji izazove kratko alkoholno vrenje pa onda stajanjem i octeno. O količini slatkih tvari ovisi i kiselost tog octa. On je u biti stalno aktivan a stajanjem i duži period kvaliteta je sve bolja. Kemijskim procesom se stvaraju vrhunske kisele bakterije korisne organizmu i za vanjsku i unutrašnju uporabu. To je pravi ocat od bazge, bez jabučnog iako i druga verzija ima kakvoću.  Smanjuje crvenilo kod uboda kukaca, otekline od ugriza, kod športskih ozljeda i udaraca. Za unutarnju uporabu zadržava sve karakteristike bazge kao vrhunske ljekovite biljke.

## Otrovnost biljke
U rod bazgi spada i biljka abdovina s crnim otrovnim plodovima.
Bazga ima otrovno lišće, a bobice su otrovne ako se troše u većoj količini dok su sirove. Neškodljive su prerađevine od bobica bazge.

## Galerija
- Cvjetovi
- Plodovi
- Plodovi

- Plodovi Sambucus racemose var. arborescens
- Plodovi Sambucus racemose subsp. pubens)

## Zanimljivosti
- Koristi se za izradu pukalnica - tradicionalne hrvatske igračke i puškarice/cepare.